# Аке (династия)
Аке (курд. Ake) — кордуенская (мидийская) династия, правившая на территории нынешней юго-восточной Турции.

## История
Правили между верхней долиной Центриса и Большим Забом, к юго востоку от озера Ван, между Арзаненой и Адиабеной, Князья династии Аке принимали участие в восстании 451 года и были активны в битве при Аварайре. Они играли значительную региональную роль вплоть до арабского вторжения. 